# Marek Walczewski
Marek Walczewski est un acteur polonais de théâtre, de cinéma et de télévision né le 9 avril 1937 à Cracovie et mort le 26 mai 2009 à Varsovie.

## Biographie
Marek Walczewski est né le 9 avril 1937 à Cracovie, dans la voïvodie de Petite-Pologne, en Pologne,. Sa famille a des racines à Lviv. Il est le frère de Jacek Walczewski (pl).
Il est diplômé du lycée Jan III Sobieski (pl) de Cracovie.
Il a suivi des cours de violon à l'école de musique, mais a également fait de l'escrime. Il a été représentant junior de la Pologne en escrime.
Apres avoir été diplômé de l'École nationale supérieure de théâtre Ludwik-Solski, il fait ses débuts en 1960 au théâtre Juliusz-Słowacki de Cracovie dans Sławna historia o Troilusie,,.
De 1964 à 1972, il joue au Théâtre Stary de Cracovie. Un an plus tard, il déménage à Varsovie, il travaille y au théâtre Studio (pl).
Pendant près de 30 ans, il joue au théâtre Dramatyczny (pl) de Varsovie.
Marek Walczewski fait ses débuts au cinéma dans le film La Passagère (en polonais : Pasażerka) réalisé par Andrzej Munk.
Il a joué entre autres, dans Les Noces (en polonais : Wesele) et La Terre de la grande promesse (en polonais : Ziemia obiecana) d'Andrzej Wajda, Nuits et Jours (en polonais : Noce i dnie) de Jerzy Antczak, ainsi que Le Tambour (en polonais : Blaszany bębenek) de Volker Schlöndorff.
Il se retire de la profession en raison de la maladie d'Alzheimer.
Il meurt le 26 mai 2009 et est enterré le 1er juin 2009 au cimetière de Pyry à Ursynów, Varsovie.

## Vie privée
En 1961, il se marie avec l'actrice Anna Polony (pl), ils divorcent en 1974,.
Après la séparation avec Anna Polony, il se marie avec l'actrice Małgorzata Niemirska (pl), ils sont conjoints de 1974 jusqu'à sa mort,,.

## Filmographie
- 1973 : Les Noces d'Andrzej Wajda
- 1977 : Smierc prezydenta de Jerzy Kawalerowicz
- 1981 : La Guerre des mondes (Wojna swiatów - nastepne stulecie) de Piotr Szulkin
- 2004 : Stranger (Ono) de Małgorzata Szumowska